# 布鲁斯·罗伯逊 (游泳运动员)
布鲁斯·罗伯逊（英語：Bruce Robertson，1953年4月27日—），加拿大男子游泳运动员。他曾代表加拿大参加1972年和1976年夏季奥林匹克运动会游泳比赛，获得一枚银牌和一枚铜牌。